# Micrurus hemprichii
Micrurus hemprichii är en ormart som beskrevs av Jan 1858. Micrurus hemprichii ingår i släktet korallormar, och familjen giftsnokar.
Arten förekommer i norra Sydamerika, söderut till Bolivia och södra Brasilien. Honor lägger ägg.

## Underarter
Arten delas in i följande underarter:
- M. h. hemprichii
- M. h. ortoni
- M. h. rondonianus